# Sonnenberg (Wasgau)
Der Sonnenberg ist ein 497,1 m ü. NHN hoher Berg im Wasgau, dem südlichen Teil des Pfälzerwaldes.

## Lage
Der Berg befindet sich im südlichen Stadtgebiet von Annweiler am Trifels. Nordwestlich schließt sich die Kernstadt an und südwestlich der Stadtteil Bindersbach. Unmittelbar südöstlich liegt die Gemarkung von Leinsweiler, auf der sich bereits die Burgruinen Anebos und Scharfenberg befinden. Weiter südwestlich erstrecken sich der Asselstein sowie der Rehberg und im Osten der Föhrlenberg sowie der Hohenberg; mit Ausnahme des Asselsteins sind sie allesamt höher, sodass der Sonnenberg lediglich eine geringe Dominanz aufweist.

## Charakteristik
Beim Sonnenberg handelt es sich um einen prägnanten, oben abgeflachten Kegelberg. Er ist vollständig vor allem mit Buchen, Eichen und Kiefern bewaldet. In seinem Gipfelbereich befinden sich mehrere Felsformationen. Namensgebend für eine Schicht des dreifach gespaltenen Unteren Buntsandsteins sind die „Trifelsschichten“. Auf seinem Gipfel erstreckt sich die im Zeitraum von 1938 bis 1950 rekonstruierte Felsenburg Trifels, von der aus sich umfassender Panoramablick bietet.

## Erreichbarkeit
Der Gipfel ist auf steilem Fußweg gut erreichbar. Zudem führt die Kreisstraße 2 von der Annweilerer Kernstadt auf den Sonnenberg hinauf. Befahren wird diese von der Buslinie 527, die am Bahnhof Annweiler beginnt und von der Queichtal Nahverkehrsgesellschaft betrieben wird und ausschließlich touristischen Zwecken dient.

## Wanderwege
Über den Sonnenberg verlaufen unter anderem der Prädikatswanderweg Pfälzer Weinsteig und der Themenweg Pfälzer Keschdeweg.

## Rezeption
Der Berg diente als Namensgeber des 1999 gegründeten Sonnenberg Verlags, der zunächst in Annweiler ansässig war und zwischenzeitlich nach Landshut umzog.